# Short track na Zimowych Igrzyskach Olimpijskich Młodzieży 2024
Zawody w short tracku na Zimowych Igrzyskach Olimpijskich Młodzieży 2024 odbyły się na Gangneung Ice Arena w Gangneung.
Zawodnicy i zawodniczki rywalizowali w czterech konkurencjach: 500, 1000 i 1500 metrów kobiet i mężczyzn, oraz sztafecie mieszanej. Zawody zostały rozegrane między 20 a 24 stycznia 2024 roku.

## Klasyfikacja medalowa
*   Gospodarz ( Korea Południowa)
| Miejsce | Reprezentacja     | Złoto | Srebro | Brąz | Razem |
| ------- | ----------------- | ----- | ------ | ---- | ----- |
| 1       | Chiny             | 4     | 4      | 0    | 8     |
| 2       | Korea Południowa* | 1     | 1      | 2    | 4     |
| 3       | Stany Zjednoczone | 1     | 1      | 0    | 2     |
| 4       | Polska            | 1     | 0      | 0    | 1     |
| 5       | Turcja            | 0     | 1      | 0    | 1     |
| 6       | Japonia           | 0     | 0      | 3    | 3     |
| 7       | Kazachstan        | 0     | 0      | 1    | 1     |
| 7       | Węgry             | 0     | 0      | 1    | 1     |
| Razem   | Razem             | 7     | 7      | 7    | 21    |

## Terminarz
| Data             | Godzina | Konkurencja           | Złoto                                                     | Srebro                                                                          | Brąz                                                               |
| ---------------- | ------- | --------------------- | --------------------------------------------------------- | ------------------------------------------------------------------------------- | ------------------------------------------------------------------ |
| 20 stycznia 2024 | 11:00   | 1500 metrów dziewcząt | Yang Jingru                                               | Li Jinzi                                                                        | Nonomi Inoue                                                       |
| 20 stycznia 2024 | 11:00   | 1500 metrów chłopców  | Joo Jae-hee                                               | Zhang Xinzhe                                                                    | Kim You-sung                                                       |
| 21 stycznia 2024 | 11:00   | 1000 metrów dziewcząt | Li Jinzi                                                  | Yang Jingru                                                                     | Polina Omelczuk                                                    |
| 21 stycznia 2024 | 11:00   | 1000 metrów chłopców  | Zhang Xinzhe                                              | Muhammed Bozdağ                                                                 | Raito Kida                                                         |
| 22 stycznia 2024 | 15:00   | 500 metrów dziewcząt  | Anna Falkowska                                            | Kang Min-ji                                                                     | Chung Jae-hee                                                      |
| 22 stycznia 2024 | 15:00   | 500 metrów chłopców   | Sean Shuai                                                | Zhang Xinzhe                                                                    | Dominik Gergely Major                                              |
| 24 stycznia 2024 | 10:00   | Sztafeta mieszana     | Chiny Li Jinzi · Yang Jingru · Zhang Bohao · Zhang Xinzhe | Stany Zjednoczone Kyung Jang · Eliza Rhodehamel · Julius Kazanecki · Sean Shuai | Japonia Nonomi Inoue · Aoi Yoshizawa · Yuta Fuchigami · Raito Kida |